# Романчук Павло Родіонович
Павло Родіонович Романчук (11 березня 1921 — 22 червня 2008, Київ) — український вчений, астроном. Доктор фізико-математичних наук. Розробник методу прогнозування сонячної активності. Герой Радянського Союзу (1944).

## Біографія
Народився 11 березня 1921 року в селі Гринів, Роменського району Сумської області (Україна). У 1939 році поступив на фізико-математичний факультет Херсонського педагогічного інституту, де провчився один рік, після чого був призваний на військову службу.
З квітня 1941 року в Червоній Армії. Коли почалася Німецько-радянська війна, служив помічником командира взводу на одній з авіабаз. У 1942 році закінчив Київське артилерійське училище. Воював на Західному, Північно-Західному, Воронезькому, Степовому фронтах. Був тричі поранений, двічі контужений. Перебуваючи на посаді начальника розвідки дивізіону 791-го артилерійського полку 254-ї стрілецької дивізії сімдесят третього стрілецького корпусу 52-ї армії Степового фронту в званні старшого лейтенанта, будучи важко пораненим в голову, у критичний момент бою викликав вогонь на себе, що дозволило зберегти плацдарм на Дніпрі. Указом Президії Верховної Ради СРСР від 22 лютого 1944 року за стійкість і мужність, проявлянні в боях за річку Дніпро, старшому лейтенанту Романчуку Павлу Родіоновичу присвоєно звання Героя Радянського Союзу з врученням ордена Леніна і медалі «Золота Зірка» (№ 3268). У 1944 році після довгого лікування в шпиталях за станом здоров'я демобілізувався з лав Червоної Армії.

## Наукова діяльність
У 1950 році закінчив фізичний факультет Київського державного університету імені Т. Г. Шевченка. Викладав експериментальну фізику в Золотоніському педагогічному училищі, Кременецькому та Чернігівському педагогічних інститутах. У 1957 році вступив до Аспірантури Київського університету. З 1967 року стає доцентом кафедри експериментальної фізики, а з 1972 доцентом кафедри астрономії і директором Астрономічної обсерваторії Київського державного університету імені Т. Г. Шевченка.
Займався дослідження активності Сонця, розробив метод прогнозування основних характеристик сонячної активності з різною завбачливістю: параметрів 11-річних циклів, відносних чисел сонячних плям, спалахової активності та ін. Деякі результати прогнозування різних індексів сонячної активності, використовувалися для потреб фундаментальної науки та різних галузей народного господарства.

## Метод Романчука
Прогнозування здійснювалося за допомогою методу резонансних кривих, в основу якого була покладена розроблена Павлом Романчуком планетна концепція резонансного характеру припливної дії планет на конвективну зону Сонця. Згідно з теорією П. Р. Романчука під дією припливних і динамічних сил планет (Юпітера, Сатурна, Землі і Венери) відбуваються радіальні коливання конвективної зони і конвективних елементів, які супроводжуються резонансними явищами. Спливаючи на сонячну поверхню конвективні елементи збуджують магнітні поля, які спостерігаються на фотосферному рівні у вигляді біполярних груп плям. Кількість спостережених плям (числа Вольфа) служить основним індексом сонячної активності. Одержані емпіричні залежності кількості плям від дії планет було використано для розробки методів прогнозування основних характеристик 11-річних циклів та чисел Вольфа з різною завчасністю. Павло Романчук також розрахував понад довготривалі прогнози згладженого ходу розвитку (за числами Вольфа) 20-26-го циклів. Крім того, в 1979 р. складено детальний прогноз флуктуацій чисел Вольфа на епоху максимуму 21-го циклу (1979—1982 рр.). Підсумки справджуваності прогнозів наведено в роботах Павла Родіоновича Романчука.

## Автор наукових праць
Автор більше 100 наукових праць.
- Романчук П. Р. Солнечная активность и уровень Каспийского моря // Вестник Киев. ун-та. Астрономия. — 1985. — № 27- C.23-26.
- Романчук П. Р. Уровень Каспийского моря и солнечная активность // Вестник Киев. ун-та. Астрономия. — 1986. — № 28 — C.51-53. * Романчук П. Р. Колебания атмосферы Земли под действием приливных сил Юпитера // Вестник Киев. ун-та. Астрономия. — 1988. — № 30 — C.50-54.
- Романчук П. Р. К решению проблемы солнечно-земных связей, прогнозирова-ния климата, погоды и вулканических извержений // Препринт ГАО-96-3Р. ГАО НАНУ. — Киев, 1996.
- Романчук П. Р. Стік Дніпра і сонячна активність// Водне господарство України. −1997. — № 1 — C.3-4.
- Романчук П. Р., Пасічник М. М. Клімат Києва і сонячна активність// Вісник Київ. ун-ту. Астрономія. — 1997. — № 34 — C.66-72.
- Романчук П. Р., Бабий В. П. Изменения уровня Мирового океана и Черного моря// Труды международной конференции «Физика и динамика ма-лых тел Солнечной системы». — Киев, 1998. — C.57-60.
- Романчук П. Р., Пасічник М. М. Місячні варіації рівня Каспійського моря і сонячна активність// Вісник Київ. ун-ту. Фіз.- мат. науки. — 1992. — № 3 — C.74-79.
- Романчук П. Р., Криводубский В. Н., Изотов Ю. И., Изотова И. Ю. Прогнозирование хромосферных вспышек с заблаговременностью от 1 до 7 дней // Вестник Киев. ун-та. Астрономия. — 1977. — № 19 — C.29-36. 36.
- Романчук П. Р., Изотова И. Ю., Криводубский В. Н., Адаменко А. С., Бабий В. П. Прогнозирование солнечных вспышек с заблаговре-менностью от одного до семи дней в Астрономической обсерватории Киевского университета в 1976—1980 гг. //Вестник Киев. ун-та. Астрономия. — 1982. — № 24 — C.50-56.
- Изотов Ю. И., Изотова И. Ю., Романчук П. Р. Долгосрочное прогнозирование хромосферных вспышек с заблаговременностью до ненскольких месяцев // Солнеч. данные. — 1976. — № 7 — C.67-72.
- Изотов Ю. И., Изотова И. Ю., Романчук П. Р. Вспышечная активность в процессе развития группы пятен // Сб. «Возникновение и эволюция активных областей на Солнце». — М., 1976. — С.162-165.

## Нагороди та відзнаки
- орден Леніна (22.02.1944),
- орден Вітчизняної війни 1-го ступеня (11.03.1985),
- орден Червоної Зірки (5.07.1943).
- У місті Ромни Сумської області на Алеї Героїв встановлено пам'ятний стенд П. Р. Романчука.[4]